# Leila Lopes
Leila Lopes, född 26 februari 1986, är den första kvinnan från Angola som vunnit skönhetstävlingen Miss Universum. Hon vann den 12 september 2011 i Sao Paulo, Brasilien.